# 112337 Francescaguerra
112337 Francescaguerra este o planetă minoră (asteroid) din centura de asteroizi. A fost descoperită pe 10 iulie 2002 la  de . 
Obiectul prezintă o orbită caracterizată de o semiaxă mare de 2,3931747183301 UAi, o excentricitate de 0,19055668749837, o înclinație de 2,9555610208231 ° în raport cu ecliptica.